# Марина Дијамандис
Марина Ламбрини Дијамандис (енгл. Marina Lambrini Diamandis; Бринмаур, 10. октобар 1985), позната мононимно као Марина (енгл. Marina) и претходно по сценским именом Марина енд д дајмондс (енгл. Marina and the Diamonds), велшка је певачица, текстописац и музички продуцент.
Рођена у Бринмауру и одрасла у Абергавенију, преселила се у Лондон као тинејџерка како би постала професионална певачица, иако је имала мало формалног музичког искуства. Током 2009, Марина се истиче другим освојеним местом на Би-Би-Сијевом Sound of 2010. Њен дебитански албум, The Family Jewels, садржи музичке стилове као што су инди поп и нови талас. Нашао се на петом месту на британској музичкој листи. Други сингл са албума, „Hollywood”, нашао се на дванаестом месту у Уједињеном Краљевству.
Њен други албум, Electra Heart, представља концептуални албум о истоименом лику. Њен је први пројекат који се нашао на првом месту у Уједињеном Краљевству, где је добио златно признање, са предводећим синглом „Primadonna” који је њен највише рангирани сингл у Уједињеном Краљевству где се нашао на једанаестом месту. Марина описује албум као „ироничан” и сматра да је албум боље пласиран у Сједињеним Америчким Државама, јер се неким британским обожаваоцима није свидела промена музичког правца.
Маринин синт попом-инспирисан трећи албум Froot постаје њен трећи који се нашао на топ десет листи у Уједињеном Краљевству и први који се нашао на топ десет на Билборд 200 у САД, где се нашао на осмом месту. У потпуности продуциран од стране Марине и Дејвида Костена, добио је позитивне критике због упечатљивог звука и интроспективног текстова. Албум садржи пет синглова: „Froot”, „Happy”, „I'm a Ruin”, „Forget” и „Blue”.
Маринин четврти албум Love + Fear заказан је 26. априла 2019. за излазак, након синглова „Handmade Heaven”, „Orange Trees” и „To Be Human”. Међутим, 4. априла Марина је ненајављено издала диск Love.

## Дискографија
| Година | Назив | Издавач |
| ------ | ----- | ------- |
| 2010.  |       |         |
| 2012.  |       |         |
| 2015.  |       |         |
| 2019.  |       |         |
| 2021.  |       |         |